# Hygrotus pedalis
Hygrotus pedalis is een keversoort uit de familie waterroofkevers (Dytiscidae). De wetenschappelijke naam van de soort is voor het eerst geldig gepubliceerd in 1901 door Fall.